# Strømsgodset Idrettsforening 1998
Questa voce raccoglie le informazioni riguardanti lo Strømsgodset Idrettsforening nelle competizioni ufficiali della stagione 1998.

## Rosa
| N. |                     | Ruolo | Calciatore              |
| -- | ------------------- | ----- | ----------------------- |
| 1  | Norvegia (bandiera) | P     | Glenn Arne Hansen       |
| 2  | Norvegia (bandiera) | D     | Espen Horsrud           |
| 3  | Norvegia (bandiera) | D     | Thomas Wæhler           |
| 4  | Islanda (bandiera)  | D     | Óskar Hrafn Þorvaldsson |
| 5  | Norvegia (bandiera) | D     | Vegard Strøm            |
| 6  | Norvegia (bandiera) | D     | Kenneth Karlsen         |
| 7  | Norvegia (bandiera) | C     | Sander Solberg          |
| 8  | Norvegia (bandiera) | C     | Ousman Nyan             |
| 9  | Norvegia (bandiera) | C     | Benny Olsen             |
| 10 | Norvegia (bandiera) | A     | Rune Hagen              |
| 11 | Norvegia (bandiera) | A     | Jostein Flo             |
| 12 | Norvegia (bandiera) | P     | Per-Øyvind Dahl         |
| 12 | Norvegia (bandiera) | P     | Thomas André Ødegaard   |
| 13 | Norvegia (bandiera) | C     | Christer George         |
| 14 | Norvegia (bandiera) | C     | Hans Erik Ødegaard      |
| 15 | Norvegia (bandiera) | A     | Lasse Olsen             |

| N. |                     | Ruolo | Calciatore          |
| -- | ------------------- | ----- | ------------------- |
| 16 | Norvegia (bandiera) | P     | Kjetil Mork         |
| 16 | Norvegia (bandiera) | D     | Erland Johnsen      |
| 16 | Norvegia (bandiera) | C     | Kim Kristiansen     |
| 17 | Norvegia (bandiera) | C     | Lars Granaas        |
| 18 | Norvegia (bandiera) | D     | Andreas Arentz      |
| 18 | Svezia (bandiera)   | C     | Stefan Lindqvist    |
| 18 | Norvegia (bandiera) | C     | Kenneth Dokken      |
| 19 | Norvegia (bandiera) | D     | Erik Hagen          |
| 20 | Norvegia (bandiera) | A     | Sigbjørn Røneid     |
| 20 | Norvegia (bandiera) | A     | Anders Michelsen    |
| 21 | Norvegia (bandiera) | C     | Pål Skistad         |
| 22 | Norvegia (bandiera) | D     | Christer Pedersen   |
| 22 | Norvegia (bandiera) | C     | Tor Arne Sannerholt |
| 23 | Norvegia (bandiera) | C     | Morten Kihle        |
| 24 | Islanda (bandiera)  | D     | Valur Gíslason      |

## Risultati

### Eliteserien

#### Girone di andata
| Drammen 13 aprile 1998, ore 15:00 1ª giornata | Strømsgodset | 0 – 2 referto | Rosenborg | Marienlyst Stadion |

| Tromsø 19 aprile 1998, ore 18:00 2ª giornata | Tromsø | 2 – 2 referto | Strømsgodset | Alfheim Stadion |

| Sogndal 26 aprile 1998, ore 18:00 3ª giornata | Sogndal | 2 – 2 referto | Strømsgodset | Fosshaugane Campus |

| Drammen 30 aprile 1998, ore 19:00 4ª giornata | Strømsgodset | 1 – 5 referto | Viking | Marienlyst Stadion |

| Haugesund 3 maggio 1998, ore 18:00 5ª giornata | Haugesund | 1 – 1 referto | Strømsgodset | Haugesund Stadion |

| Drammen 7 maggio 1998, ore 19:00 6ª giornata | Strømsgodset | 2 – 3 referto | Lillestrøm | Marienlyst Stadion |

| Bergen 10 maggio 1998, ore 18:00 7ª giornata | Brann | 0 – 1 referto | Strømsgodset | Brann Stadion |

| Drammen 16 maggio 1998, ore 19:00 8ª giornata | Strømsgodset | 2 – 1 referto | Stabæk | Marienlyst Stadion |

| Bodø 30 luglio 1998, ore 18:00 9ª giornata | Bodø/Glimt | 6 – 2 referto | Strømsgodset | Aspmyra Stadion |

| Drammen 1º luglio 1998, ore 19:00 10ª giornata | Strømsgodset | 2 – 0 referto | Moss | Marienlyst Stadion |

| Kongsvinger 22 luglio 1998, ore 19:00 11ª giornata | Kongsvinger | 2 – 1 referto | Strømsgodset | Gjemselund Stadion |

| Drammen 9 luglio 1998, ore 19:00 12ª giornata | Strømsgodset | 1 – 2 referto | Molde | Marienlyst Stadion |

| Oslo 13 luglio 1998, ore 19:00 13ª giornata | Vålerenga | 1 – 1 referto | Strømsgodset | Bislett Stadion |

#### Girone di ritorno
| Kristiansand 16 agosto 1998, ore 18:00 18ª giornata | Strømsgodset | 4 – 1 referto | Haugesund | Kristiansand Stadion |

| Molde 18 ottobre 1998, ore 13:00 25ª giornata | Molde | 1 – 3 referto | Strømsgodset | Molde Stadion |